# Ambulator
Ambulator es un género extinto de mamífero marsupial perteneciente a la familia Diprotodontidae. Solo se conoce a una especie, A. keanei, cuyos restos se encontraron en rocas de edad del Plioceno de la  Formación Tirari de Australia Meridional. A. keanei fue anteriormente incluido como una especie del género Zygomaturus, pero fue reclasificado en su propio género, Ambulator en 2023. La características de sus extremidades sugieren que Ambulator estaba mejor adaptado a la caminata cuadrúpeda que los diprotodóntidos anteriores.